# 비상소화장치

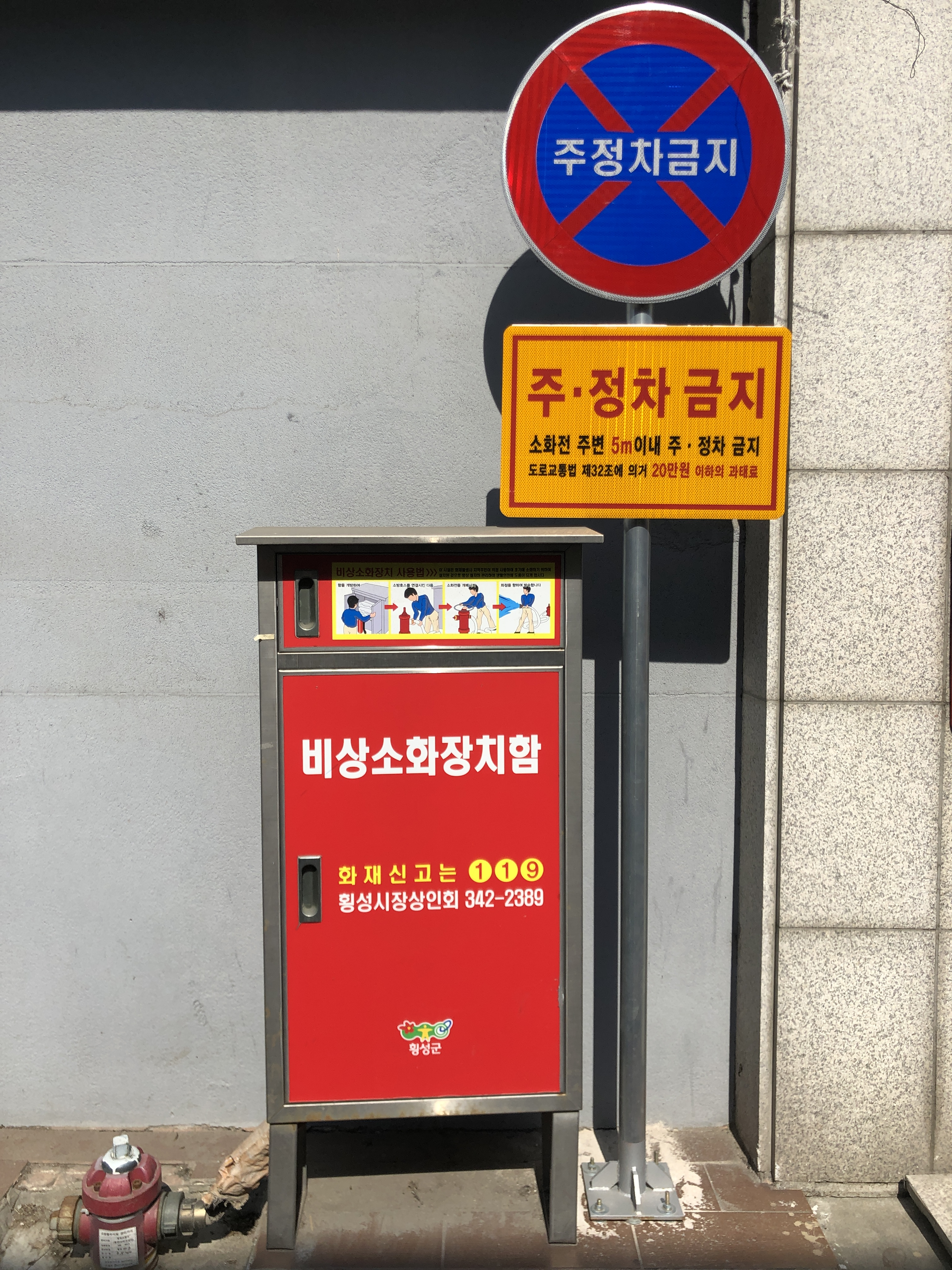
비상소화장치 (횡성읍)

비상소화장치는 화재발생 초기 골든타임 확보를 위해 지역주민이 활용하여 화재를 진압하는 시설이다. 또한, 전통시장·상가밀집지역 등 소방차 진입이 곤란할 경우 소방관서에서 화재진압 작전에 활용하고 있다.

## 비상소화장치의 구성
- 비상소화장치는 비상소화장치함, 소화전, 소방호스, 관창, 개폐장치 등으로 구성한다.
- 필요한 경우에는 수동식 소화기 등 필요한 소화용구를 추가로 비치할 수 있다.

### 비상소화장치함
- 비상소화장치함은「소화전함 성능인증 및 제품검사의 기술기준」에 적합한 것으로 설치하되 밸브의 조작, 호스의 수납 등에 충분한 여유를 가질 수 있도록 하여야 한다.
- 함의 내부는 호스의 연장 및 수납조작이 원활한 구조이어야 한다.
- 함의 전면에는 주정차금지 문구를 표시하고, 내·외부에는 누구나 쉽게 비상소화장치를 활용할 수 있도록 픽토그램으로 표현한 사용방법을 표시하여야 한다.

### 소화전및 개폐도구
- 비상소화장치에는 개폐용 핸들이 부착된 지상식 소화전을 비상소화장치함 내에 설치하여야 한다.
- 주변 소방용수시설 여건상 불가피한 경우에는 지상식 소화전 또는 지하식 소화전 인근에 비상소화장치함을 설치할 수 있다.
- 비상소화장치함과 소화전을 분리하여 설치하는 경우에는 소화전의 개폐에 필요한 도구를 비상소화장치함에 비치하여야 한다.
- 소화전은「소화전의 형식승인 및 제품검사의 기술기준」에 적합한 것으로 설치하여야 한다.
- 비상소화장치를 설치하는 지역의 소방용수시설 여건상 필요한 때에는 가압펌프를 설치하여 적정 방수압력이 확보되도록 할 수 있다. 이 경우 비상전원 공급 장치와 이를 수용하여 관리할 수 있는 시설을 갖추어야 한다.

### 소방호스
- 소방호스는 장착 링에 결합한 소방용릴호스로 설치하여야 한다.
- 소방용릴호스로 설치하는 것이 곤란한 경우에는 호칭 40mm의 소방용고무내장호스로 설치할 수 있다. 또한, 필요한 경우에는 소방용릴호스와 소방용고무내장호스 모두를 설치할 수 있다.
- 소방호스는「소방호스의 형식승인 및 제품검사의 기술기준」에 적합한 것으로 하고, 그 길이는 최소 45m 이상이 되도록 하여야 한다.
- 소방호스 끝에 연결된 관창말단의 방수압력(이하 "방수압력"이라 한다)은 0.17MPa 이상의 성능이 있는 것으로 하여야 한다. 다만, 관창말단의 방수압력이 0.7MPa을 초과할 경우에는 호스접결구의 인입측에 감압장치를 설치하여야 한다.
- 비상소화장치를 설치하려는 지역의 상수도 여건상 불가피한 경우로서 초기화재 진압에 지장이 없다고 해당 소방관서의 심의위원회가 인정한 경우에는 제4항 본문의 규정을 적용하지 않을 수 있다. 이 경우에도 최소 방수압력은 0.1MPa 이상이 되어야 한다.